# Oer-Erkenschwick
Die westfälische Stadt Oer-Erkenschwick [oːɐ̯-] liegt am nördlichen Rand des Ruhrgebiets im Land Nordrhein-Westfalen und ist eine Mittlere kreisangehörige Stadt des Kreises Recklinghausen im Regierungsbezirk Münster.
Das „e“ in Oer ist ein niederdeutsches Dehnungs-e, sodass Oer wie „Ohr“, nicht wie „Ör“ ausgesprochen wird.

## Geografie

### Lage
Oer-Erkenschwick liegt nordöstlich der Kreisstadt Recklinghausen und am Südrand der Haard, die selbst zum Naturpark Hohe Mark-Westmünsterland gehört.
Gemeinsam mit Datteln, Waltrop und Flaesheim bildet Oer-Erkenschwick inoffiziell die Region Ostvest.
Oer-Erkenschwick hat als einzige Gemeinde im Kreis Recklinghausen keinen Anteil an der Kreisgrenze.

### Stadtgliederung

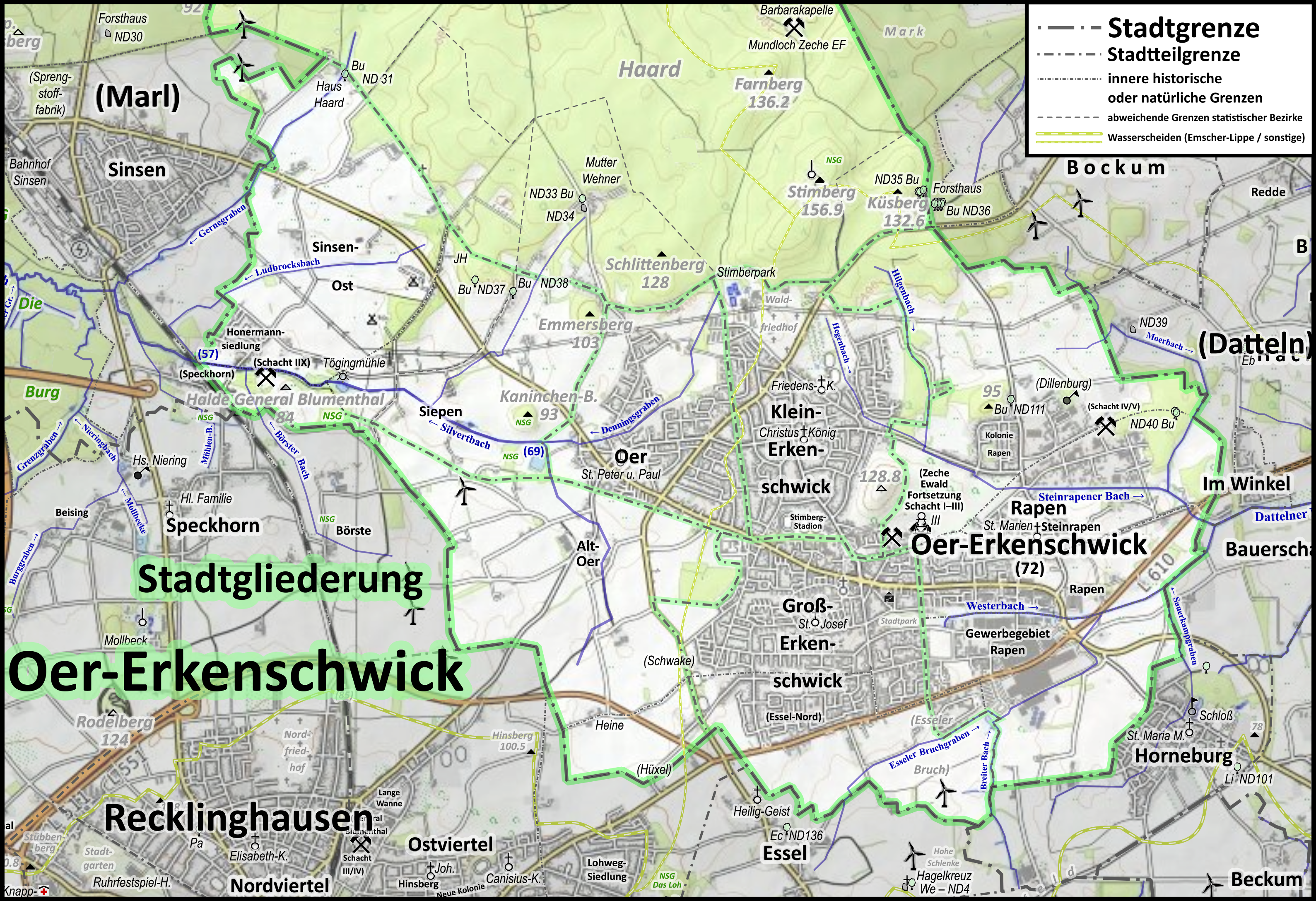
Gliederung Oer-Erkenschwicks (ohne Haard → Ausschnitt mit kompletter Haard)

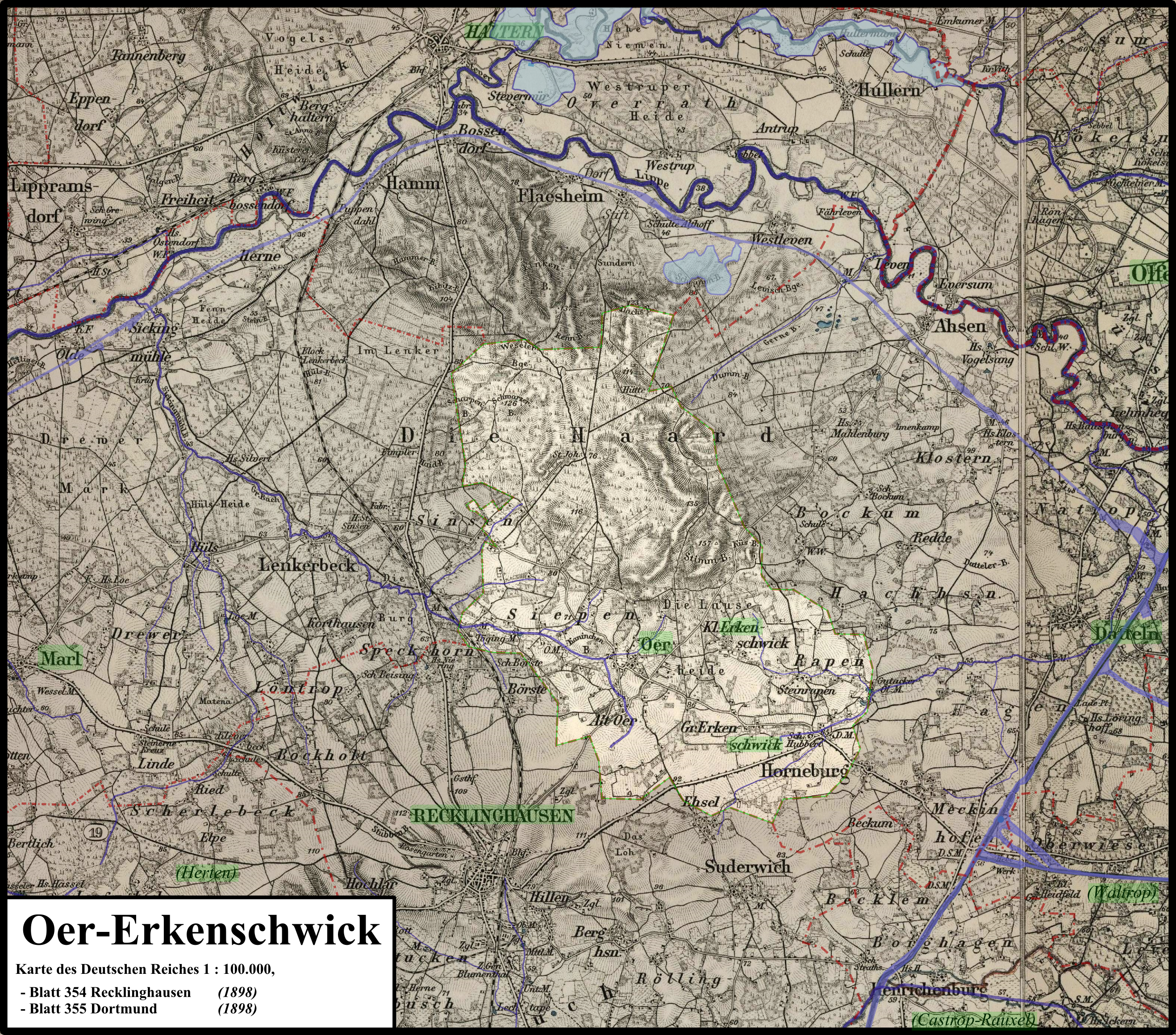
Karte des Deutschen Reiches 1 : 100.000 des heutigen Oer-Erkenschwicker Gebietes Ende des 19. Jahrhunderts

Die Kernstadt Oer-Erkenschwicks gliedert sich in die Ortsteile Oer im Westen, Klein-Erkenschwick im Norden der Mitte, Groß-Erkenschwick im Süden der Mitte und Rapen im Osten. Hinzu kommen die bauerschaftlichen Gebiete im Westen und im Süden des ehemaligen Kirchspiels Oer mit Alt-Oer im Süden, Siepen im Westen und dem bei Oer-Erkenschwick verbliebenen Teil von Sinsen nebst der Honermann-Siedlung im äußersten Westen. Getrennt von den Siedlungen und Bauerschaften zu betrachten ist ferner der Stadtteil Haard im Norden, der durch den Haardgrenzweg abgegrenzt wird und ganz im Waldhügelland der Haard liegt. 46 % des Stadtgebietes sind bewaldet (Stand 2023).
Die beiden namentlichen Teile Erkenschwicks nehmen zusammen weniger Fläche ein als die beiden unmittelbar angrenzenden äußeren Stadtteile Oer (mit Bauerschaften) und Rapen für sich, haben aber bereits einzeln mehr Einwohner als jeweils Oer und Rapen.

#### Flächen der Stadtteile und statistischen Bezirke
Die Stadtteile nehmen in den unten beschriebenen Grenzen folgende Flächen ein:
- Sinsen und Siepen 4,86 km²
  - Sinsen 2,55 km², davon 0,14 km² Honermann-Siedlung bis Mühlenweg
  - Speckhorn 0,30 km²; davon 0,03 km² südliche Honermann-Siedlung bis Börster Bach und 0,27 km² Halde
  - Siepen 2,01 km²
- Alt-Oer 3,22 km²
- (Dorf) Oer 1,70 km²
- Klein-Erkenschwick 2,48 km²
- Groß-Erkenschwick 3,12 km²
- Rapen 5,78 km²
  - Nordteil mit Kolonie und Dillenburg 2,33 km²
  - Zentralteil mit Steinrapen 0,86 km²
  - Südteil mit Gewerbegebiet 2,59 km²[7]
- Haard 17,16 km²

Oer und Klein-Erkenschwick sind in diesen Flächen reine Siedlungs-Stadtteile, während Groß-Erkenschwick im Süden und Rapen im Südosten und im Norden auch bauerschaftliche Anteile haben.
Oer-Erkenschwick ist in sechs statistische Bezirke unterteilt, wenngleich die Stadt nicht regelmäßig statistische Daten publiziert. Alt-Oer und der größere Teil von Siepen werden dabei zu Oer gezählt und der Westteil ist nach der Honermann-Siedlung benannt. Damit alle Einwohner der Stadt in den Wohnbezirken außerhalb der Haard erfasst sind, enthalten die Bezirke Honermann-Siedlung, Oer und Rapen auch Anteile an der Haard (zusammen 2,59 km²), die nach Pfaden abgegrenzt sind. Die Flächen verteilen sich wie folgt:
- Honermann-Siedlung 3,70 km², davon
  - Sinsen 2,55 km²
  - Sinsen-Haard 0,71 km²
  - Speckhorn 0,30 km²
  - aus Siepen 0,66 km²
  - aus Alt-Oer 0,02 km²
- Oer 7,73 km²
  - aus Siepen 1,35 km²
  - Siepen-Haard 0,32 km²
  - Alt-Oer 3,20 km²
  - Oer 1,70 km²
  - Oer-Haard 1,16 km²
- Klein-Erkenschwick 2,48 km²
- Groß-Erkenschwick 3,12 km²
- Rapen 6,18 km²
  - Rapen 5,78 km²
  - Rapen-Haard 0,40 km²
- Haard 14,57 km²

#### Oer
Oer war im Mittelalter Sitz eines Rittergeschlechts, der Herren von Oer. Ausgegraben wurde dort eine Motte. Der Oberhof Oer mit zahlreichen Unterhöfen gelangte in den Besitz des Erzbistums Köln. Seit dem 12. Jahrhundert war Oer eine Grundherrschaft des Kölner Domkapitels.
Das Kirchspiel Oer bestand neben dem Dorf Oer aus den Bauerschaften Alt-Oer, Siepen, Sinsen (heute zur dichter bevölkerten Nordwesthälfte Teil von Marl) und Erkenschwick (wohl nur zeitweilig). Zeitweilig gehörten sogar im Norden, an der Lippe, zusätzlich Hüppelswick (Sickingmühle), Herne, Hamm, Bossendorf, Flaesheim und Leven dazu. Der besiedelte Nordwestteil von Sinsen wurde am 1. April 1926 zur damals stark wachsenden Stadt Marl ausgegliedert.
Während Alt-Oer knapp abseits des Hauptsiedlungsgebietes der Stadt liegt, geht das Dorf Oer heute nach Osten fließend in Klein-Erkenschwick über, Grenze ist die Buschstraße. Weiter südlich verläuft die Grenze Alt-Oers zu Groß-Erkenschwick inzwischen unmittelbar westlich des Feuerwehrhauses und dann entlang der Siedlungsgrenze, um dann allmählich zur Esseler Straße zu wandern, die bis kurz vor die Kreuzung Schultenkrug mit Dortmunder Straße (Recklinghausen) bzw. Horneburger Straße Ostgrenze ist. Die alte Grenze Oers verlief noch weiter östlich und verlängerte die Buschstraße um Bach- und Moselstraße.

#### Alt-Oer, Siepen und Sinsen
Die ehemalige Zechenbahn trennt Alt-Oer im Süden gut von Dorf Oer im Norden und Siepen im Westen ab. Die Theodorstraße und der Silvertbach oberhalb der Mündung des vom Stimberg durch das Dorf Oer kommenden Denningsgrabens grenzen in etwa die Kernstadt von der Bauerschaft Siepen beiderseits des Silvertbachs ab. Nach (Nord-)Westen geht Siepen jenseits der Holthäuser Straße dann in Sinsen über, in der die Tögingmühle bereits liegt. Ab dem Punkt, an dem die Holthäuser Straße ihre Richtung von Südwest in Süd ändert, führte der alte Grenzweg zwischen Siepen und Sinsen weiter nach Südwesten bis unmittelbar oberhalb der Tögingmühle – wie auf der Preußischen Uraufnahme, Blatt Recklinghausen, erkennbar. Am Silvertbach unmittelbar hier zweigt von Südosten ein kleiner Bach ein, der an der alten Grenze zwischen Oer und Speckhorn verläuft; der Mündungspunkt ist also ein ehemaliger Dreiherrenstein zwischen Speckhorn mit der heutigen Halde im Südwesten, Sinsen im Nordwesten und Siepen mit dem Mühlenteich und der Tögingheide im Osten.
Im äußersten Westen des Stadtgebietes, 3 km (Luftlinie) westnordwestlich von Oer, liegt im Bereich der einstigen Bauerschaft Sinsen am von Alt-Oer kommenden Silvertbach die Honermann-Siedlung. Ihr Namensgeber war Hermann Honermann, der Wirt des Gasthofes „Zum Eichenhof“, nach dem sie gelegentlich auch Eichenhof-Siedlung genannt wird. Von 1964 bis 1969 wurde unmittelbar östlich der Honermann-Siedlung der Schacht 8 der ehemaligen Zeche General Blumenthal abgeteuft. Die Honermann-Siedlung grenzt im Süden an den Ortsteil Speckhorn der Stadt Recklinghausen und im Nordwesten an den Ortsteil Sinsen der Stadt Marl. Der Süden der Siedlung, links des Bachs, liegt nebst Halde auf dem ehemaligen Gebiet der Bauerschaft Speckhorn – wie auch die Mühlenstraße in Marl-Sinsen.

#### Klein- und Groß-Erkenschwick
Die Südgrenze Klein-Erkenschwicks zu Groß-Erkenschwick verläuft unmittelbar südlich der Heinrichs Arena am Stimberg entlang der ehemaligen Zechenbahn und folgt weiter östlich der Ewaldstraße bis südlich der Halde Ewald Fortsetzung; der Ostteil der Zeche Ewald Fortsetzung liegt bereits auf Rapener Gebiet, nördlich davon sind die Siedlungsgebiete Klein-Erkenschwicks und Rapens durch einen Bewaldungsstreifen getrennt, Grenze ist dort teilweise der Hilgenbach, Haupt-Oberlauf des Steinrapener Bachs.
Groß-Erkenschwick geht nach Osten fließend in das heutige Hauptsiedlungsgebiet Rapens über, Grenze ist die Straße An der Aue, verlängert nach Süden bis zum Esseler Bruchgraben. Ursprünglich verlief die Grenze weiter östlich, in etwa entlang der (noch nicht existenten) Straße Im Buschkamp, und folgte ab deren Südende dem Westerbach nach Ostsüdosten und schließlich der Horneburger Straße nach Westsüdwesten bis zur südlichen Buschkamp-Verlängerung. Inzwischen grenzt In der Aue aber insbesondere das Gewerbegebiet Rapen von der Wohnstadt Groß-Erkenschwicks ab – jüngster Teil ist das Gewerbegebiet Horneburger Straße Süd mit dem Westfalenring.
Klein-Erkenschwick wuchs, bedingt durch die Kolonien der Zeche Ewald Fortsetzung, zunächst deutlich schneller an als alle anderen Stadtteile und war bereits auf dem Messtischblatt Recklinghausen von 1921 durchgehend besiedelt gewesen. In Klein-Erkenschwick liegt, neben dem Stimberg-Stadion im Südwesten und der Halde im Südosten, der Stimbergpark mit Freibad am Fuße des Stimbergs im Norden. Das Rathaus liegt unmittelbar an der Grenze, jedoch schon in Groß-Erkenschwick, wo auch das Gymnasium und, am Ostrand, der Stadtpark liegen.

#### Rapen
Rapen mit dem alten Hauptort Steinrapen östlich Klein-Erkenschwicks gehörte früher zu Amt und Kirchspiel Datteln. Mit der Industrialisierung wuchs der Ort jedoch an Erkenschwick heran; insbesondere standen die Schächte IV und V der Zeche Ewald Fortsetzung auf altem Rapener Gebiet, auf dem auch, im Nordwesten, frühe Kolonien entstanden.
In Rapen liegt heute insbesondere die Wurstfabrik Barfuss GmbH, inzwischen Teil von Westfleisch. Im Stadtteil entspringt, östlich unweit des Stadtparks, der Westerbach, der nach der Vereinigung mit dem Steinrapener Bach unmittelbar östlich jenseits der Stadtgrenze zu Datteln Dattelner Mühlenbach heißt.
Der Norden Rapens wird durch die alte Zechenbahn abgetrennt. Hier liegt, im Westen, die alte Zechenkolonie. Östlich davon stand früher die Dillenburg. Im Zentralteil Rapens, der nach Süden bis zur Ewaldstraße reicht, liegt insbesondere Steinrapen. Der Südteil mit dem alten Wohnplatz Rapen besteht heute größtenteils aus Gewerbegebiet.

## Geschichte
Nachdem 1815 die Provinz Westfalen geschaffen und durch die preußische Landgemeindeordnung für die Provinz Westfalen von 1841 Ämter als Verwaltungsebene eingerichtet worden waren, gehörte die Gemeinde Oer von 1844 bis 1926 zum Amt Recklinghausen; Erkenschwick als Bauerschaft zur Landgemeinde Recklinghausen. Durch das preußische Gesetz über die Neuregelung der kommunalen Grenzen im rheinisch-westfälischen Industriebezirke (§ 28) vom 26. Februar 1926 wurde die Gemeinde Oer-Erkenschwick am 1. April 1926 aus Teilen der Gemeinden Datteln, Oer und Recklinghausen-Land neu gebildet. Am 9. Mai 1926 wurde erstmals die Gemeindevertretung gewählt. Am 2. März 1953 erhielt sie die Stadtrechte. Damit ist sie eine der jüngsten Städte des Ruhrgebiets.
Der Ortsteil Rapen wird um 1140 erstmals in einem Werdener Urbar schriftlich erwähnt. Oer, der bis zum Beginn des Steinkohlenbergbaus bei weitem größte Ortsteil und einziger Kirchspielort, ist in einer Urkunde von 1144 bezeugt.
Das große Bevölkerungswachstum am Anfang des 20. Jahrhunderts resultierte aus der massiven Zuwanderung durch den Kohlebergbau. 1946 zählte die Gemeinde 16.931 Einwohner. Bekannt war die Stadt seit Ende der 1950er Jahre für ihre „UNESCO-Modellbücherei“. Eine „UNESCO Model Public Library“ (so die weltweit gebräuchliche Bezeichnung) war eine außerordentlich gut eingerichtete und ausgestattete Musterbücherei, die als Vorbild für die Büchereien rundum dienen sollte. Entworfen wurde das Bibliotheksgebäude an der Stimbergstraße von Ortwin Rave. Weit über den Kreis Recklinghausen hinaus bekannt wurde die Stadt nach dem Zweiten Weltkrieg durch einen der bis Mitte der 1950er Jahre in Westdeutschland führenden Fußballvereine, die SpVgg Erkenschwick.
Nachdem die örtliche Zeche Ewald Fortsetzung 1997 stillgelegt wurde, lag der Wirtschaftsschwerpunkt der Stadt im Jahr 2005 in der Fleischverarbeitung. Kreisweit bekannt wurde die Stadt für das Freizeit- und Erlebnisbad Stimbergpark, für das 2004 ein neues, privatisiertes Sport- und Spaßbad namens Maritimo eröffnet wurde.

## Konfessionsstatistik
Die Zahl der Katholiken in der Pfarrei St. Josef Oer-Erkenschwick sank von 9.668 im Jahr 2022 auf 9.430 im Jahr 2023.

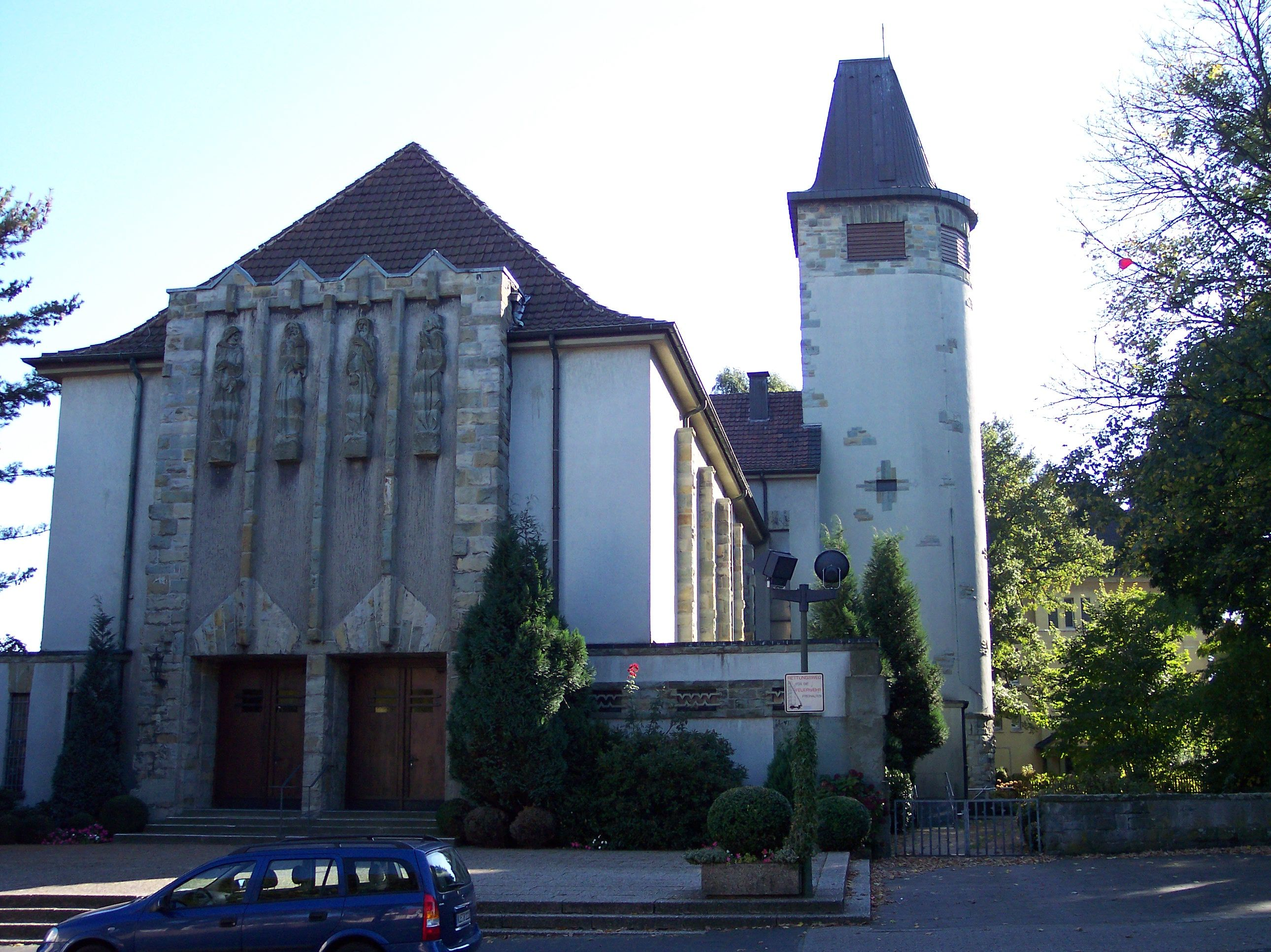
Christus-König-Kirche von Josef Franke

## Politik
Von den 1950er bis in die 1990er Jahre bestimmte die SPD die Kommunalpolitik und die Stadtverwaltung. Bei den Kommunalwahlen 1975 und 1979 gewann die SPD jeweils eine Zweidrittelmehrheit der Stimmen. Von 1975 bis 1979 stellte sie im Stadtrat 27 von 38 Abgeordneten, 11 die CDU.
Bei der Kommunalwahl 1999 kandidierte Dirk Chittka für die FDP. Als bekannt wurde, dass er zeitweilig der NPD angehört hatte, riet die FDP davon ab, ihn zu wählen. So blieb ihm der Einzug in den Stadtrat verwehrt.
Zu einem besonderen politischen Ereignis kam es auch im Jahr 2004: Der damalige SPD-Landtagsabgeordnete Karl-Heinz Rusche kandidierte bei der Bürgermeisterwahl gegen den von der SPD nominierten Kandidaten, da er aufgrund eines parteiinternen Streits aus der Ratsfraktion ausgeschlossen worden war. Bei der Stichwahl konnte sich der ehemalige CDU-Landtagsabgeordnete Hans-Joachim Menge gegen Alfred Schlechter (SPD) durchsetzen und wurde zum Bürgermeister der Stadt Oer-Erkenschwick gewählt. Er war damit der erste Bürgermeister in Oer-Erkenschwick, der nicht Mitglied der SPD ist.
Oer-Erkenschwick gehört zu den Kommunen, die Kassenkredite in Schweizer Franken aufgenommen hatten. Bei der missglückten Spekulation auf die Kursentwicklung des Franken und die Entwicklung des Zinsniveaus in der Schweiz verlor die Stadt sehr viel Geld. Sie musste als „Risikovorsorge für Derivatgeschäfte“ die „Drohverlustrückstellung“ in Höhe von 34.753.031 € bilden. Am Ende wurde es sogar noch etwas teurer: Die Stadt schloss mit der Ersten Abwicklungsanstalt (EAA) als Rechtsnachfolgerin der WestLB einen Vergleich über 35,2 Millionen Euro. Während andere Kommunen sich mit Angaben zu ihren Derivatgeschäften zurückhielten, setzte die Stadt Oer-Erkenschwick auf Transparenz und veröffentlichte die Zahlen zur Höhe der Fremdwährungskredite und der Rückstellung.

### Stadtrat
Die Sitze im Stadtrat verteilen sich nach dem Ergebnis der Kommunalwahl 2020 folgendermaßen auf die einzelnen Parteien:
| Partei | Stimmen | % (2020) | % (2014) | +/-      | Sitze (2020) | Sitze (2014) | +/- |
| --- | ------- | -------- | -------- | -------- | ------------ | ------------ | --- |
| CDU | 3.806   | 34,2 %   | 25,2 %   | + 9,0 %  | 14           | 9            | + 5 |
| SPD | 2.959   | 26,6 %   | 41,8 %   | - 15,2 % | 11           | 15           | - 4 |
| Bündnis 90/Die Grünen | 1.789   | 16,1 %   | 9,2 %    | + 6,9 %  | 7            | 3            | + 4 |
| AfD | 824     | 7,4 %    | 0,0 %    | + 7,4 %  | 3            | 0            | + 3 |
| Die LINKE | 406     | 3,7 %    | 6,1 %    | - 2,4 %  | 1            | 2            | - 1 |
| UWG | 352     | 3,2 %    | 5,2 %    | - 2,0 %  | 1            | 2            | - 1 |
| BOE | 322     | 2,9 %    | 5,4 %    | - 2,5 %  | 1            | 2            | - 1 |
| FDP | 275     | 2,5 %    | 2,8 %    | - 0,3 %  | 1            | 1            | ± 0 |
| Die PARTEI | 271     | 2,4 %    | 0,0 %    | + 2,4 %  | 1            | 0            | + 1 |
| UBP | 131     | 1,2 %    | 4,2 %    | - 3,0 %  | 0            | 2            | - 2 |
| Gültige Stimmen | 11.135  |          |          |          |              |              |     |
| Ungültige Stimmen | 162     |          |          |          |              |              |     |
| Stimmen Insgesamt | 11.297  |          |          |          | 40           | 36           | + 4 |
| Wahlberechtigte Insgesamt | 24.322  | 46,5 %   | 42,8 %   | + 3,7 %  |              |              |     |
| Ratswahl 13.09.2020 Oer-ErkenschwickWahlbeteiligung von 46,5 % 403020100 34,2 %26,6 %16,1 %7,4 %3,7 %3,2 %2,9 %2,5 %2,4 %1,2 % CDUSPDGrüneAfDLinkeUWGfBOEgFDPPARTEIUBPjGewinne und Verlusteim Vergleich zu 2014 %p 10 8 6 4 2 0 −2 −4 −6 −8−10−12−14−16+9,0 %p−15,2 %p+6,9 %p+7,4 %p−2,4 %p−2,0 %p−2,5 %p−0,3 %p+2,4 %p−3,0 %pCDUSPDGrüneAfDLinkeUWGBOEFDPPARTEIUBPAnmerkungen:f Unabhängige Wählergemeinschaftg Bürger in Oer-Erkenschwickj Unabhängige-Bürger-Partei |         |          |          |          |              |              |     |
| Sitzverteilung Ratswahl 13.09.2020 Oer-ErkenschwickInsgesamt 40 Sitze - Linke: 1 - SPD: 11 - PARTEI: 1 - Grüne: 7 - CDU: 14 - FDP: 1 - AfD: 3 - Sonst.: 2 Sonstige: (2 Sitze) > „UWG“ = 1 Sitz > „BOE“ = 1 Sitz |         |          |          |          |              |              |     |

| Partei | Kandidat*                 | Stimmen | % (2020) |
| --- | ------------------------- | ------- | -------- |
| CDU | Wewers, Carsten           | 6.999   | 63,4 %   |
| Bündnis 90/Die Grünen | Wegner, Christian         | 2.086   | 18,9 %   |
| AfD | Ranz, Andreas             | 749     | 6,8 %    |
| Die LINKE | Oeinck, Josef             | 463     | 4,2 %    |
| BOE | Heuschneider, Peter       | 322     | 2,9 %    |
| Die PARTEI | Schroer, Sebastian        | 251     | 2,3 %    |
| UBP | Lill, Werner Dieter       | 174     | 1,6 %    |
| Gültige Stimmen | Gültige Stimmen           | 11.044  |          |
| Ungültige Stimmen | Ungültige Stimmen         | 242     |          |
| Stimmen Insgesamt | Stimmen Insgesamt         | 11.286  |          |
| Wahlberechtigte Insgesamt | Wahlberechtigte Insgesamt | 24.322  | 46,4 %   |
| Bürgermeisterwahl* 13.09.2020 Oer-ErkenschwickWahlbeteiligung von 46,4 % 706050403020100 63,4 %18,9 %6,8 %4,2 %2,9 %2,3 %1,6 % CDUaGrünebAfDcLinkedBOEePARTEIfUBPgAnmerkungen:a Wewers, Carstenb Wegner, Christianc Ranz, Andreasd Oeinck, Josefe Heuschneider, Peterf Schroer, Sebastiang Lill, Werner Dieter |                           |         |          |

### Bürgermeister
- 1946–1963 Wilhelm Winter, SPD
- 1963–1987 Heinz Netta, SPD
- 1987–2004 Clemens Peick, SPD
- 2004–2015 Hans-Joachim Menge, CDU
- 2015–0000 Carsten Wewers, CDU

Bei der Wahl des Bürgermeisters am 13. September 2020 gewann der Amtsinhaber Carsten Wewers (CDU) mit 63,37 % bei einer Wahlbeteiligung von 46,40 %.

### Städtepartnerschaften

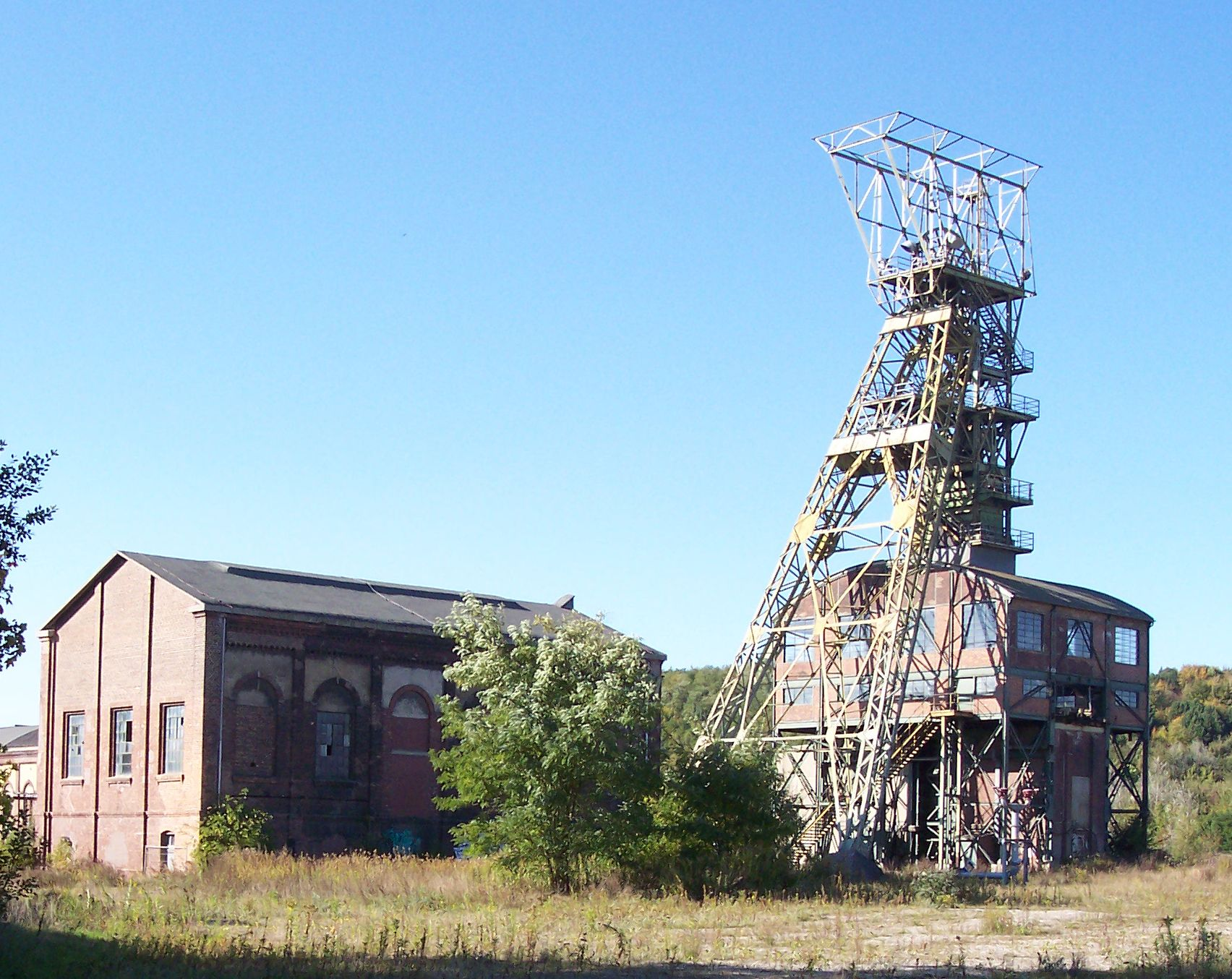
Fördergerüst der Zeche Ewald Fortsetzung

Oer-Erkenschwick unterhält Partnerschaften mit folgenden Städten:
- North Tyneside (Vereinigtes Königreich)
- Halluin (Frankreich) seit dem 4. Oktober 1969
- Kočevje (Slowenien)
- Lübbenau (Brandenburg) seit 1990
- Alanya (Türkei) – durch Eingemeindung der ursprünglichen Partnergemeinde Oba[31]
- Pniewy (Polen)

Mehrere der genannten Städte und Gemeinden sind auch untereinander Partnerschaften eingegangen. So unterhält Halluin außer mit Alanya Partnerschaften zu allen anderen genannten Kommunen. Lübbenau unterhält darüber hinaus Städtepartnerschaften zu Pniewy und Kočevje.

## Wirtschaft
Von 1899 bis 1997 war ein bedeutender Wirtschaftszweig der Steinkohlebergbau und die Kokerei. Noch heute sind Teile der ehemaligen Bergwerksanlagen der Zeche Ewald Fortsetzung im Stadtgebiet zu sehen.
Auch Jahre nach dem Niedergang der Montanindustrie, die die wirtschaftliche Entwicklung der Stadt bestimmte, leidet die Stadt noch unter hoher Arbeitslosigkeit als Folge dieses Abhängigkeitsverhältnisses. Neben der umsatzstarken Fleisch- und Wurstfabrik Gustoland (ehemals Barfuss, heute eine Tochterfirma von Westfleisch) herrscht heute vor allem der Handel vor. Die Industrie ist nicht mehr der prägende Faktor. Vielmehr arbeitet der überwiegende Teil der Oer-Erkenschwicker Bürger außerhalb der Stadt. Oer-Erkenschwick kann sich daher zu Recht als Wohn- und Freizeitstadt bezeichnen.

## Verkehr
Durch Oer-Erkenschwick verlaufen die Landesstraßen 511, 610, 798 und 889. Die nächsten Bundesfernstraßen sind die Bundesautobahn 2 südlich der Stadt, die Bundesautobahn 43 westlich und die Bundesstraße 235 östlich.
Ein Eisenbahnanschluss ist nicht vorhanden. Nur ein einziges Mal verkehrte ein Personenzug von und nach Oer-Erkenschwick: Am 12. Juli 1969 begleiteten 1000 Anhänger die SpVgg Erkenschwick zu deren Finalspiel um die Deutsche Amateurmeisterschaft gegen den SC Jülich 1910 nach Krefeld. Dazu baute die Zeche Ewald Fortsetzung auf ihrem Zechenbahnhof einen Behelfsbahnsteig. Der Zug fuhr über die Strecke der Zechenbahn bis zum Anschluss an das Netz der Deutschen Bundesbahn.
Bis 1957 verband die Vestische Straßenbahn Oer-Erkenschwick mit Datteln, bis 1960 mit Recklinghausen.
Die VRR-Buslinien SB24, 226, 230, 231, 232, 234 und NE14 bedienen Oer-Erkenschwick. Haupthaltestelle und zentraler Umsteigepunkt ist der Berliner Platz.
| Linie | Verlauf | Takt (Mo–Fr) |
| ----- | --- | ------------ |
| SB24  | Recklinghausen Hbf – Campus Blumenthal – Oer-Mitte – Oer-Erkenschwick Berliner Platz – Rapen – Im Winkel – Hachhausen – Datteln Bus Bf – Holthausen – Waltrop Rathaus – Am Moselbach – Dortmund-Mengede Bf | 30 min       |
| 226   | Marl Mitte – Drewer – Hüls – Lenkerbeck – Sinsen Bf – Sinsen – Oer-Mitte – Oer-Erkenschwick Berliner Platz | 60 min       |
| 230   | Recklinghausen Hbf – Ostviertel – Groß-Erkenschwick – Oer-Erkenschwick Berliner Platz – Klein-Erkenschwick – Rapen Walterstr. Sonn- und feiertags nur zwischen Berliner Platz und Walterstr. | 30 min       |
| 231   | Recklinghausen Hbf – Nordviertel – Ostviertel Lange Wanne – Alt Oer – Oer-Mitte – Maritimo – Klein-Erkenschwick – Oer-Erkenschwick Berliner Platz – Gewerbegebiet Rapen – Horneburg – Meckinghoven – Datteln Bf – Waltrop Hebewerk – Oberwiese – Waltrop Rathaus – Am Moselbach                                             | 30 min       |
| 232   | Recklinghausen Hbf – Ostviertel – Groß-Erkenschwick – Oer-Erkenschwick Berliner Platz – Rapen – Im Winkel – Hachhausen – Datteln Bus Bf | 30 min       |
| 234   | Herten Mitte (Herten , 500 m) – Herten Rathaus (Herten , 300 m) – Herten-Süd – Hertener Mark Industriegebiet – RE-Neue Horizonte – Hochlarmark Salentinstr. – Recklinghausen-Süd – Grullbad – König Ludwig Overbergstr. – Röllinghausen Marderweg – Suderwich – Essel – Groß-Erkenschwick – Oer-Erkenschwick Berliner Platz | 30 min       |
| NE14  | Recklinghausen Hbf – Ostviertel – Groß-Erkenschwick – Oer-Erkenschwick Berliner Platz – Rapen – Im Winkel – Hachhausen – Datteln Bus Bf – Holthausen – Waltrop Rathaus – Dortmund-Mengede Bf NachtExpress: In den Nächten von Freitag auf Samstag, Samstag auf Sonntag und vor Feiertagen                                   | 60 min       |

## Medizin
Oer-Erkenschwick verfügt über kein eigenes Krankenhaus. Die nächstgelegenen Krankenhäuser sind in Recklinghausen und Datteln.

## Bildung
Neben vier Grundschulen beherbergt die Stadt eine Hauptschule (Paul-Gerhardt-Schule), eine Realschule (Christoph-Stöver-Realschule), das Willy-Brandt-Gymnasium und eine Förderschule (ehemals Friedrich-Fröbel-Schule, seit 2018 ein Teilstandort der Martin-Luther-King-Schule in Castrop-Rauxel). Für die Erwachsenenbildung gibt es eine Volkshochschule.
Im Stadtteil Oer liegt die Bildungsstätte der SJD – Die Falken, das Salvador-Allende-Haus. Im Salvador-Allende-Haus ist auch das Archiv der Arbeiterjugendbewegung mit der Bibliothek zur Geschichte der Arbeiterjugendbewegung angesiedelt.

## Kultur
Siehe: Liste von Kunstwerken im öffentlichen Raum in Oer-Erkenschwick und Liste der Baudenkmäler in Oer-Erkenschwick

## Sport

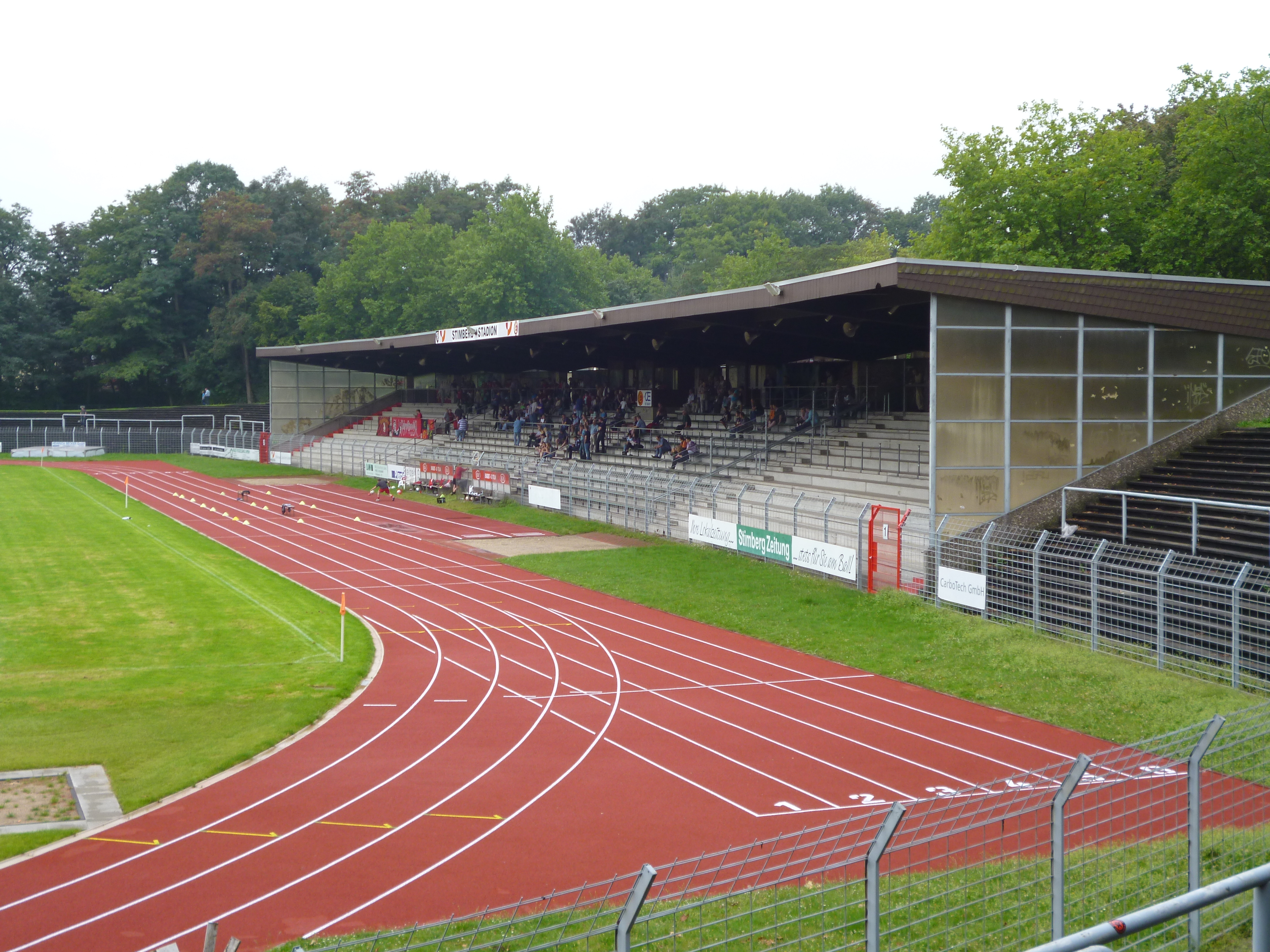
Heinrichs Arena am Stimberg, Haupttribüne

Der Fußballverein SpVgg Erkenschwick gehörte nach dem Zweiten Weltkrieg fast ein Jahrzehnt der höchsten Spielklasse an. Seine Spielstätte ist das Heinrichs Arena am Stimberg (bis 2024: Stimbergstadion). Seit der Saison 2023/24 spielt die SpVgg Erkenschwick in der Fußball-Oberliga Westfalen.
Weitere Fußballvereine in der Stadt sind DJK Grün-Weiß Erkenschwick, FC 26 Erkenschwick, SV Titania Erkenschwick und Rot Weiß Erkenschwick 70, die allesamt unterklassig spielen.

## Persönlichkeiten
Zu bekannten gebürtigen und mit der Stadt Oer-Erkenschwick verbundene Persönlichkeiten gehören Personen aus Kunst und Kultur, sowie Militär, Sport, Wissenschaft und Politik.  Eine vollständige Liste, inklusive Bürgermeister und Ehrenbürger, findet sich im Hauptartikel.

## Hörspiel
- Hans Dieter Baroth: Erkenschwick, Erkenschwick. WDR 1989.